# Temel Keskindemir
Temel Keskindemir (né à Trabzon en Turquie le 1er janvier 1946) est un footballeur international turc, qui évoluait au poste d'attaquant. Les supporters de Samsunspor le placeront parmi les onze meilleurs joueurs de l'histoire du club,.

## Palmarès
Samsunspor
- Champion de Turquie D2 (2) :
  - Champion : 1968-69 et 1975-76.